# 佩德拉萨德坎波斯
佩德拉萨德坎波斯，是西班牙卡斯蒂利亚-莱昂帕伦西亚省的一个市镇。 总面积32平方公里，总人口125人（2001年），人口密度4人/平方公里。